# Roger Costa-Pau Bea
Roger Costa-Pau Bea (Barcelona, 1966) és un poeta, crític literari, assagista i dramaturg. Ha estat i és activador de recitals, cicles de poesia, generador d’espais de debats i de diàleg en el terreny de la literatura (de la poesia, en especial) i de l’art. Actualment s'ocupa de la direcció literària i la gerència de l'editorial Llibres del Segle.

## Llibres publicats
El 2002, va publicar a València el primer llibre de poemes, Perquè res no ha estat maleït (Tàndem, 2002), el qual va merèixer el primer Premi de Creació Poètica de Paiporta. Ha estat col·laborador habitual de les pàgines de crítica literària de l’Avui, i ho és des de fa uns anys de les pàgines d’opinió d’El Punt Avui i d'algunes revistes d'art i de literatura com ara Papers d’Art, Revista de Girona, Contagi i Caràcters. Des del 2003, és curador del Festival de Poesia de Girona i de les Jornades Ara Poesia de la Casa de Cultura, i coordinador, també des del 2003 i fins a l’any 2007, del cicle Poesia al Cànter, que organitzaven conjuntament el Museu d’Art, els Amics del Museu d’Art i el centre cultural La Mercè. L’any 2004 va arribar el segon llibre, En el llarg fendir en la nit (Pagès Editors). Més tard, el 2007, va aparèixer el volum I ser d’on no sóc (Eumo-Cafè Central). L'any 2009 va publicar I en qui, l’ofec? (XLII Premi de Poesia Joan Teixidor, 2008). Actualment, codirigeix des de Girona, amb Rosa Maria Font i Lluís Lucero, la col·lecció Poesia al Cànter de CCG Edicions. Com a últims treballs sobre poesia, cal destacar la confecció del llibre Una eterna claredat (antologia poètica de Just Casero), editat per CCG Edicions l’any 2009, i el mateix any, també, la confecció, junt amb Jordi Roca, d'una Antologia poètica de Maria Perpinyà, que va publicar la Diputació de Girona dins la Col·lecció Josep Pla. Com a dramaturg, va estrenar Miols o música d'ambre (2011) dins els Diàlegs a 4 bandes, cicle de peces dramàtiques breus organitzat per Platadedrama (Plataforma de Dramatúrgia de les Comarques Gironines). Actualment és director literari de Llibres del Segle. Cavada pell Llibres del Segle 2013), amb ressenya d'Eva Vàzquez a l'Avui Cultura, i a la revista electrònica Núvol per Carles Camps Mundó.